# The Final Cut (film 2004)
The Final Cut è un film del 2004 scritto e diretto da Omar Naim.
Il film, che ha come interpreti principali Robin Williams, James Caviezel e Mira Sorvino, descrive uno scenario futuro nel quale l'invadenza della tecnologia video raggiunge limiti che pongono più di un interrogativo etico. Nel mondo descritto, chi può permetterselo regala ai posteri, e all'insaputa del nascituro, una ripresa soggettiva della sua intera vita. Questa, dopo la morte, verrà sottoposta ad un montatore che ne assemblerà un estratto che rimarrà la testimonianza ufficiale della stessa.

## Trama
In un futuro non troppo lontano è possibile, per chi possiede abbastanza denaro, far impiantare nel cervello dei propri figli un sorta di "scatola nera" che registrerà ogni istante della vita.
Alan Hakman è uno dei più richiesti montatori dei "film della vita" tratti dalle memorie digitalizzate di soggetti deceduti che hanno vissuto con questo impianto. Hakman è noto per la sua straordinaria freddezza e professionalità: taglia, analizza, dissolve con il consenso dei familiari i momenti significativi della vita del defunto e confeziona il cosiddetto "Rememory". Si tratta di un video-ricordo che conserverà la memoria della vita del defunto, censurando tutto ciò che non è il caso di ricordare; Hakman infatti spicca tra i suoi colleghi per l'indulgenza con cui rielabora le memorie.
Hakman un giorno comincia a lavorare al rememory di Charles Bannister, esponente della ditta che ha fatto fortuna con questa invenzione. C'è, però, un largo e agguerrito fronte di oppositori all'uso di questi impianti che avrebbero inquinato i comportamenti delle persone limitandone in vari modi la libertà. Tra di essi c'è Fletcher, un ex montatore, amico di Alan, che vuole da lui l'impianto di Bannister per estrapolarne prove certe di reati che darebbero un colpo mortale all'azienda da loro osteggiata. Durante il montaggio, Hakman riconosce una persona che aveva incontrato da bambino, di cui pensava di aver causato la morte. Venuto a sapere che tale persona è deceduta solo qualche anno prima per un incidente, e cercando di ottenere il suo impianto per vedere come fossero realmente andate le cose, Alan scopre di avere egli stesso un impianto, cosa che peraltro lo rende incompatibile con il suo lavoro. La sua ragazza, intanto, scopre che lui ha lavorato al rememory del suo ex-fidanzato, e che ha quindi visto tutti i loro momenti intimi: in un impeto di rabbia, distrugge la cosiddetta "ghigliottina" di Alan, il supercomputer che elabora le immagini, e con esso l'impianto di Bannister.
Hakman decide quindi, con l'aiuto di alcuni amici, di effettuare una rischiosa lettura "da vivo" della sua stessa memoria digitale per fugare i dubbi che da sempre ha sull'episodio dell'infanzia. Dopo tanti anni di sensi di colpa, scopre infine di non avere alcuna colpa, e che il bambino di cui credeva di aver causato la morte, era ancora vivo. Alan può finalmente far visita alla lapide con il cuore sereno. Tuttavia, gli oppositori a questa tecnologia, scoperto che lui stesso ha un impianto, lo uccidono per poter accedere alle memorie di Bannister che aveva già visionato.

## Produzione
Le riprese si sono svolte a Berlino (Germania) e a Vancouver (Canada) dal 10 giugno 2003 all'agosto dello stesso anno.
Gli effetti speciali e visivi sono stati curati dalla Pixel Magic, la grafica ed il design delle ambientazioni è stato sviluppato dalle società Amobea Proteus e Collider.

## Distribuzione
Il film è uscito nel circuito cinematografico italiano il 13 maggio 2005 su gestione Eagle Pictures.

## Accoglienza
Nel 2004, anno di uscita, il film viene presentato in concorso ai Festival di Berlino, di Deauville e della Catalogna.
Al Berlinale il film è stato in gara per l'Orso d'oro assieme alla pellicola La sposa turca, poi andato a quest'ultima.
Al festival di Deauville ha vinto il premio Miglior sceneggiatura ed è stato candidato al Grand Special Prize, premio dato ai migliori film.
Al Catalonian Film Festival ha ricevuto una candidatura sotto la categoria Miglior film, premio poi andato a Oldboy.